# Gabriela König

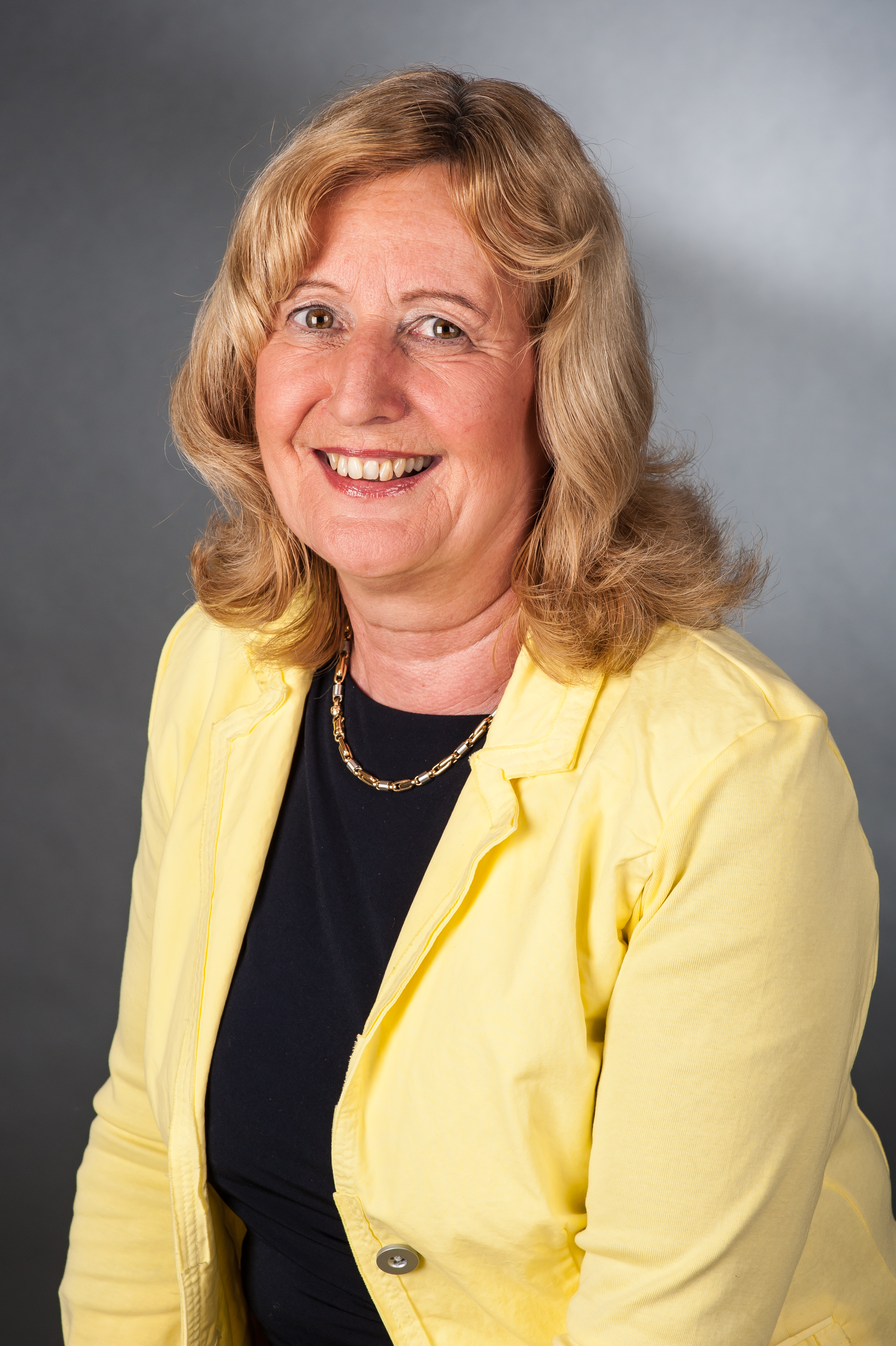
Gabriela König, 2013

Gabriela König (* 8. Oktober 1952 in Osnabrück) ist eine deutsche Politikerin (FDP) und Mitglied des Niedersächsischen Landtags. Sie ist verheiratet und hat zwei Kinder.

## Ausbildung und Beruf
Nach der Schule machte König eine Ausbildung als Bauzeichnerin und arbeitete in einem Ingenieurbüro für Tiefbau. Nach Gründung einer Familie war sie im eigenen Unternehmen tätig.

## Politik
Seit 1996 ist König Mitglied der FDP. Sie war stellvertretende Vorsitzende des Kreisverbands Osnabrück-Stadt und Mitglied des Landesvorstandes der FDP Niedersachsen, und sie gehört dem Vorstand des FDP-Bezirksverbandes Osnabrück an. Am 9. November 2005 rückte sie für den ausgeschiedenen Carsten Lehmann in den Niedersächsischen Landtag nach. Dort war sie zuerst Mitglied im Petitionsausschuss und verkehrs- und tourismuspolitische Sprecherin ihrer Fraktion. Nach der Landtagswahl 2008 wurde sie Mitglied im Ausschuss für Wirtschaft, Arbeit und Verkehr sowie Sprecherin ihrer Fraktion für Wirtschaft, Arbeit, Verkehr und Tourismus. Seit April 2011 ist sie Landesvorsitzende des Liberalen Mittelstands Niedersachsen. Bei der Landtagswahl 2017 trat König nicht wieder an.